# Gai Porci Cató (cònsol 114 aC)
Gai Porci Cató (en llatí: Gaius Porcius Cato Licinianus) va ser un magistrat romà que va viure al segle ii aC. Formava part de la gens Pòrcia, i era de la família dels Catons, d'origen plebeu. Era fill de Marc Porci Cató Licinià i net de Cató el Censor.
De jove va ser seguidor de Tiberi Grac. L'any 114 aC va ser elegit cònsol amb Mani Acili Balb, i va rebre la província de Macedònia pel seu proconsolat. A Tràcia va combatre els escordiscs, però el seu exèrcit va ser derrotat a les muntanyes i ell es va poder escapar amb dificultat, per bé que Ammià Marcel·lí diu, erròniament, que va morir aquí. Com que no va poder treure botí a Tràcia, es va dedicar a fer extorsions a Macedònia. Per això, posteriorment va ser acusat i sentenciat, i va haver de pagar una multa. Més tard sembla que va ser llegat en la guerra de Jugurta, on sembla que el rei el va subornar o el va vèncer. Per escapar de la condemna (110 aC), va fugir a Hispània, a Tàrraco, on es va fer ciutadà d'aquesta capital. Ciceró diu que no era gaire bon orador.